# Poder Judicial de la Nación (Argentina)
Poder Judicial de la Nación (PJN) es uno de los tres poderes que conforman la República Argentina y es ejercido por la Corte Suprema de Justicia (CSJN) y por los demás tribunales inferiores que establece el Congreso en el territorio de la Nación. 
Está regulado en la sección tercera de la segunda parte de la Constitución de la Nación Argentina. La corte suprema la integran cinco jueces abogados nombrados por el Presidente de la Nación con acuerdo del Senado, que requiere para ello una mayoría de dos tercios.
Los tribunales inferiores están encargados de resolver los conflictos regulados por la legislación federal en todo el país (tribunales federales) y, también, por la legislación común en la Ciudad Autónoma de Buenos Aires (tribunales nacionales). La designación de los jueces la realiza el presidente de la Nación con acuerdo del Senado, sobre la base de una terna integrada por candidatos seleccionados en concurso público por el Consejo de la Magistratura, órgano de composición multisectorial, a quien corresponde el control directo de los jueces y la administración del Poder judicial. Los jueces permanecen en sus cargos «mientras dure su buena conducta» y solo pueden ser removidos en caso de infracciones graves, por un Jurado de Enjuiciamiento, integrado por legisladores, magistrados y abogados y senadores.

## Justicia federal
De acuerdo al artículo 116 de la Constitución de la Nación Argentina, corresponde a la Corte Suprema y a los tribunales inferiores de la Nación, el conocimiento y decisión de todas las causas que versen sobre puntos regidos por la Constitución, y por las leyes nacionales, salvo los casos que corresponden a la justicia provincial; y por los tratados internacionales; de las causas concernientes a embajadores, ministros públicos y cónsules extranjeros; de las causas de almirantazgo y jurisdicción marítima; de los asuntos en que la Nación Argentina sea parte; de las causas que se susciten entre dos o más provincias; entre una provincia y los vecinos de otra; entre los vecinos de diferentes provincias; y entre una provincia o sus vecinos, contra un Estado o ciudadano extranjero.
Dichas causa deben resolverse únicamente ante el fuero federal. Actuando, en tal situación, la Corte Suprema de Justicia como tribunal de apelación, si fuese el caso.

### Corte Suprema de Justicia de la Nación
La Corte Suprema de Justicia de la Nación (CSJN) es el máximo tribunal judicial de la República Argentina y cabeza del Poder Judicial de la Nación que integra con los tribunales nacionales inferiores que dependen de ella. Su regulación se encuentra en la sección tercera de la segunda parte de la Constitución de la Nación Argentina. 
La Corte Suprema es el último tribunal interno habilitado para impartir justicia en Argentina, es decir que sus fallos solo pueden ser cuestionados ante instancias internacionales habilitadas, como la Corte Interamericana de Derechos Humanos, aunque desde 2017, la mayoría del tribunal sostiene que ningún tribunal internacional puede revocar sus sentencias. También ha sido aceptado que le corresponde ejercer en última instancia el control de constitucionalidad de las normas, en los que se ponga en duda la constitucionalidad de alguna norma o algún fallo de tribunales inferiores. Puede, por ejemplo, declarar inconstitucional (pero no nula, pues su sentencia solo es obligatoria para las partes en juicio) cualquier norma, o parte de ella, si juzga que es incompatible con la Constitución. También es última instancia decisoria por vía de apelación (a través de un recurso extraordinario federal), si el caso suscitare una cuestión federal, que traiga aparejada la necesidad de decidir en un conflicto suscitado entre dos leyes de igual o diferente rango o respecto de tratados internacionales. 
Está compuesta por cinco miembros nombrados por el Presidente de la Nación, con acuerdo del Senado de la Nación con mayoría especial de dos tercios, luego de un procedimiento público para garantizar la participación y control ciudadano, así como el equilibrio de género y regional. La Corte Suprema tiene un presidente y un vicepresidente elegidos por sus integrantes, recibiendo los demás miembros el título de ministros. 

### Consejo Asesor de la Magistratura
El Consejo de la Magistratura de la República Argentina es un órgano constitucional multisectorial creado en 1994, que tiene a su cargo la selección de los jueces federales y nacionales, así como el control disciplinario de los mismos y la administración del Poder Judicial de la Nación. La Constitución establece que su composición debe equilibrar el peso de los representantes políticos elegidos democráticamente, con el de los jueces y los abogados, incluyendo también personas del ámbito académico y científico, dejando librada su organización a una ley especial sancionada por la mayoría absoluta de la totalidad de los miembros de cada Cámara del Congreso. 
En diciembre de 2021, la Corte Suprema, en voto dividido, declaró la inconstitucionalidad de la composición establecida por el Congreso en 2006, y dispuso restablecer la vigencia de dos normas legales de 1997 (artículos 2 y 10 de la Ley 24.937 según texto ordenado por la Ley 24.939) que habían sido derogadas, colocando al presidente de la Corte al mando del Consejo.
El Consejo está encargado de confeccionar los temas de carácter vinculante de los candidatos para los tribunales inferiores del Poder Judicial, para que luego sean designados por el presidente de la Nación en acuerdo con el Senado. El Consejo de la Magistratura tiene a su cargo también la administración del Poder Judicial, el control de la actividad de los jueces y la imposición de sanciones. En caso de causas graves es el organismo que abre el juicio político para resolver sobre la destitución de los jueces ante el Jurado de Enjuiciamiento, ante el cual el Consejo de la Magistratura actúa como acusador.

### Ministerio Público
El Ministerio Público de Argentina es un organismo constitucional independiente y con autonomía funcional y financiera, con la función de promover la actuación de la justicia. El Ministerio Público es considerado por parte de la doctrina como un cuarto poder, en tanto que otra parte sostiene que se trata de un órgano extra poder.
Se trata de un organismo bicéfalo, integrado por el Ministerio Público Fiscal, dirigido por el procurador general de la Nación y encargado de la acción de los fiscales, y el Ministerio Público de Defensa dirigido por el defensor general de la Nación y encargado de la acción de los defensores oficiales o públicos. El Defensor del Pueblo no forma parte de este organismo, sino que constituye un órgano independiente en el ámbito del Congreso de la Nación, con autonomía funcional.

### Jurisdicciones federales
Según la ley 24.050, el territorio del país se encuentra dividido en 17 jurisdicciones federales, que intervienen en los asuntos sobre materia federal que ocurran en sus jurisdicciones: Comodoro Rivadavia, General Roca, Bahía Blanca, Mendoza, Córdoba, Tucumán, Salta, Resistencia, Corrientes, Posadas, Paraná, Rosario, Mar del Plata, Ciudad de Buenos Aires, San Justo, La Plata y San Martín.
- Justicia Federal de Bahía Blanca
  - Con jurisdicción sobre el sur de la provincia de Buenos Aires y la totalidad de La Pampa
- Justicia Federal de la Capital Federal, dividida en 4 fueros:
  - Justicia Nacional en lo Penal Económico
  - Justicia Nacional en lo Civil y Comercial Federal
  - Justicia Nacional en lo Criminal y Correccional Federal
  - Justicia Nacional en lo Contencioso Administrativo Federal
    - Con jurisdicción sobre la Ciudad Autónoma de Buenos Aires y los territorios nacionales
- Justicia Federal de Comodoro Rivadavia
  - Con jurisdicción sobre la totalidad de las provincias de Chubut, Santa Cruz y Tierra del Fuego
- Justicia Federal de Corrientes
  - Con jurisdicción sobre la totalidad de la provincia de Corrientes
- Justicia Federal de Córdoba
  - Con jurisdicción sobre la totalidad de las provincias de Córdoba y La Rioja
- Justicia Federal de General Roca
  - Con jurisdicción sobre la totalidad las provincias de Río Negro y del Neuquén
- Justicia Federal de La Plata
  - Con jurisdicción sobre el centro-este y el noroeste de la provincia de Buenos Aires y zona sur del Gran Buenos Aires
- Justicia Federal de Mar del Plata
  - Con jurisdicción sobre el centro de la provincia de Buenos Aires
- Justicia Federal de Mendoza
  - Con jurisdicción sobre la totalidad de las provincias de Mendoza, San Juan y San Luis
- Justicia Federal de Paraná
  - Con jurisdicción en todo el territorio de la Provincia de Entre Ríos. Está encabezada por una de las 4 Cámaras Federales de Apelación pioneras (Ley 4055 del año 1902). Dos Tribunales Orales en lo Criminal Federal (uno aún no habilitado que tendrá jurisdicción en la franja del Río Uruguay) y seis Juzgados Federales de Primera Instancia (dos con competencia penal, dos con competencia civil (habilitados) y dos con competencia múltiple (uno sobre cada costa aún no habilitados). El Juzgado Federal de Paraná N.º 1 ejerce la competencia Electoral.
- Justicia Federal de Resistencia
  - Con jurisdicción sobre la totalidad de las provincias del Chaco, de  Formosa y norte de Santa Fe (Competencia de apelación sobre las decisiones del Juzgado Federal de Reconquista).
- Justicia Federal de Posadas
  - Con jurisdicción sobre la totalidad de la provincia Misiones
- Justicia Federal de Salta
  - Con jurisdicción sobre la totalidad de las provincias de Salta y Jujuy
- Justicia Federal de Santa Fe
  - Con jurisdicción sobre gran parte del territorio de la provincia de Santa Fe (excluida la jurisdicción del Juzgado Federal de Primera Instancia de Reconquista) y la zona centro-norte de la provincia de Buenos Aires
- Justicia Federal de San Martín
  - Con jurisdicción sobre las zonas norte y oeste del Gran Buenos Aires
- Justicia Federal de Tucumán
  - Con jurisdicción sobre la totalidad de las provincias de Tucumán, Catamarca y Santiago del Estero

## Justicia provincial
Cada una de las provincias de Argentina, basándose en la autonomía reconocida por la Constitución nacional en su artículo 5, establece la administración y organización de la justicia ordinaria dentro de su territorio. Es por ello que en Argentina hay una organización judicial distinta en cada una de las provincias. Dicha organización es creada de acuerdo a cada una de las constituciones provinciales. 
Cada provincia regula su sistema procesal, dictando sus propios códigos de procedimiento, aunque aplican -con diferencias de criterio adecuadas a las condiciones sociales, económicas o culturales locales- el mismo derecho de fondo o material. Así, con veinticuatro diferentes normativas procesales, siempre se aplica el mismo Código Civil, Comercial, Penal, Derecho Supranacional, Tratados internacionales, etc. Siendo deseable que en la aplicación lejos de perpetuarse arquetipos o conceptos inducidos por la industria editorial concentrada en Buenos Aires, se realicen análisis jurídicos que atiendan la diversidad sociocultural de las regiones de la República Argentina. 
La Ciudad Autónoma de Buenos Aires (CABA) posee un régimen especial. Hasta la reforma constitucional de 1994, la justicia en la entonces llamada Capital Federal era administrada directamente por la Nación. Luego de la reforma, que otorgó autonomía a la CABA, y de la sanción de la Constitución de la Ciudad de Buenos Aires, la Nación comenzó la transferencia de los fueros nacionales a la justicia local. A 2009, el Poder Judicial de la CABA está dividido en una Justicia en lo Contencioso Administrativo y Tributario y en una Justicia en lo Penal, Contravencional y de Faltas. Ambos fueros dictan sus propios códigos procesales, pero aún restan varios fueros por transferir, entre ellos Civil, Comercial y del Trabajo.
Algunas provincias siguen líneas de organización más cercanas a la jurisdicción federal, otras siguen líneas que suelen calificarse de "más progresistas" como ser: proceso penal bilateral, investigación a cargo de la Fiscalía, jurados mixtos y populares -según la gravedad del delito-. Mayor inmediación y simplificación de las formas para hacer una justicia más accesible al público. Es aleatorio si el procedimiento es oral o escrito, en todo caso, siempre los valores a los cuales arribar son la simplicidad para el justiciable y la accesibilidad.
La mayoría de las justicias provinciales están divididas en Juzgados de Paz, Juzgados de Primera Instancia, Cámaras de Apelaciones y un máximo tribunal provincial, cuyo nombre varía según la jurisdicción. A modo de ejemplo, encontramos la Corte Suprema de Justicia de Tucumán, la Suprema Corte de Justicia de Buenos Aires o el Superior Tribunal de Justicia de Entre Ríos.
En cuanto a accesibilidad, la República Argentina en su jurisdicción nacional -el ámbito federal- como en sus jurisdicciones locales -cada provincia como entidad independiente- tienen asegurados sistemas de Defensa Pública gratuita. De modo tal que, si bien imperfectamente, cuando menos el acceso a la justicia esté garantizado a pesar de las carencias económicas. A diferencia de otros países, donde se encarga a abogados particulares como carga pública -turno de oficio- si no a los más nóveles abogados dentro de empresas jurídicas, los Ministerios Públicos de la Defensa están formados por profesionales rigurosamente seleccionados sobre la base de su sapiencia técnica y capacidad personal para desarrollar el rol -no es suficiente con saber Derecho para ser litigante, y menos aún Defensor Público-. Esta es una de las mayores notas democráticas del sistema judicial de la República.

## Nombramiento de jueces de 75 años
Cuando los jueces cumplen 75 años deben ser nombrados nuevamente en sus cargos, para ellos deben enviar al Ministerio de Justicia y Derechos Humanos de la Nación antecedentes profesionales, declaración jurada sobre su patrimonio y certificado del Consejo de la Magistratura del Poder Judicial de la Nación o de los Tribunales de Enjuiciamiento de sus provincias que informe si el juez tuvo sanciones disciplinarias o pedidos de enjuiciamiento. El Ministerio de Justicia y Derechos Humanos debe publicar el pedido de nuevo nombramiento en el Boletín Oficial y en 2 diarios, y a partir de esa publicación, la sociedad civil, los colegios de profesionales, las asociaciones relacionadas con la actividad judicial y los derechos humanos y otras organizaciones con interés en el tema, tienen 15 días para comunicarle su opinión al Ministerio de Justicia y Derechos Humanos. Esas opiniones deben ser presentadas por escrito, con documentos que les den fundamento y con una declaración jurada en la que deben afirmar que es objetiva la opinión que dan sobre el juez.
Luego de que la sociedad civil presenta su opinión sobre el juez, el Ministerio de Justicia debe enviar todo el expediente al Presidente, quien decide si envía o no la solicitud de nombramiento al Senado de la Nación para que decida si da o no su acuerdo al nuevo nombramiento. El Senado da su acuerdo y en ese caso el Juez puede seguir cumpliendo sus funciones por 5 años más, pasados los 5 años, debe pedir un nuevo nombramiento para seguir cumpliendo sus funciones.
Cuando los jueces cumplieron 75 años y no iniciaron este procedimiento para continuar en sus funciones deben dejar su función en el plazo de 10 días hábiles judiciales contados a partir de que reciben la notificación que les indica que deben dejar el cargo.  

### Justicia provincial
- Poder Judicial de la Ciudad Autónoma de Buenos Aires Archivado el 28 de septiembre de 2011 en Wayback Machine.

- Datos: Q60584203